# Курама (Наруто)
Курама, більш відомий як Дев'ятихвостий (яп. 九尾, К'ююбі) — персонаж аніме та манги «Наруто». На початку історії Кураму показали, як люте і злісне чудовисько, яке прагне все знищити.
Після запечатування, в Наруто Узумакі, лисиця намагається посіяти ненависть у серці хлопчика, проте добродушний і наполегливий джинчурики, змінює його світогляд і використовує силу лисиці в ім'я порятунку світу. Безтурботна, оптимістична і бурхлива особистість Курами, дозволяє йому подружитися з іншими ніндзя.

## Народження
Курама, як і інші хвостаті звірі, народився останніми днями Хагоромо Ооцуцукі. Мудрець Шести Шляхів використав Техніку Створення Усього Сутного, розділивши чакру Десятихвостого на дев'ять окремих тіл, і дав кожному ім'я.